# Anedhella
Anedhella is een geslacht van vlinders van de familie Uilen (Noctuidae), uit de onderfamilie Acronictinae.

## Soorten
- Anedhella boisduvali Viette, 1965
- Anedhella interrupta (Janse, 1938)
- Anedhella nigrivittata (Hampson, 1902)
- Anedhella rectiradiata (Hampson, 1902)
- Anedhella stigmata (Janse, 1938)
- Anedhella thermodesa (Viette, 1958)